# Hypoderaeum conoideum
Hypoderaeum conoideum är en plattmaskart. Hypoderaeum conoideum ingår i släktet Hypoderaeum och familjen Echinostomatidae. Inga underarter finns listade i Catalogue of Life.